# Casa-rectoria (Ainet de Besan)
La Casa-rectoria és una obra al poble d'Ainet de Besan al municipi d'Alins (Pallars Sobirà) inclosa a l'Inventari del Patrimoni Arquitectònic de Catalunya.

## Descripció
Casa de grans dimensions construïdes en un terreny de fort pendent. La casa s'aixeca sobre un alt basament per aconseguir l'horitzontalitat, sobre la qual s'obre una gran galeria que ocupa tot l'ample de la façana. El parament de la façana en els dos pisos superiors és d'entramat de cabirons vistos, petit aparell pissarrós i morter. En el segon pis, s'hi obren tres finestres balconeres i en el tercer, ja sota el ràfec de la coberta a dues vessants, dues petites finestres.